# Barnstol

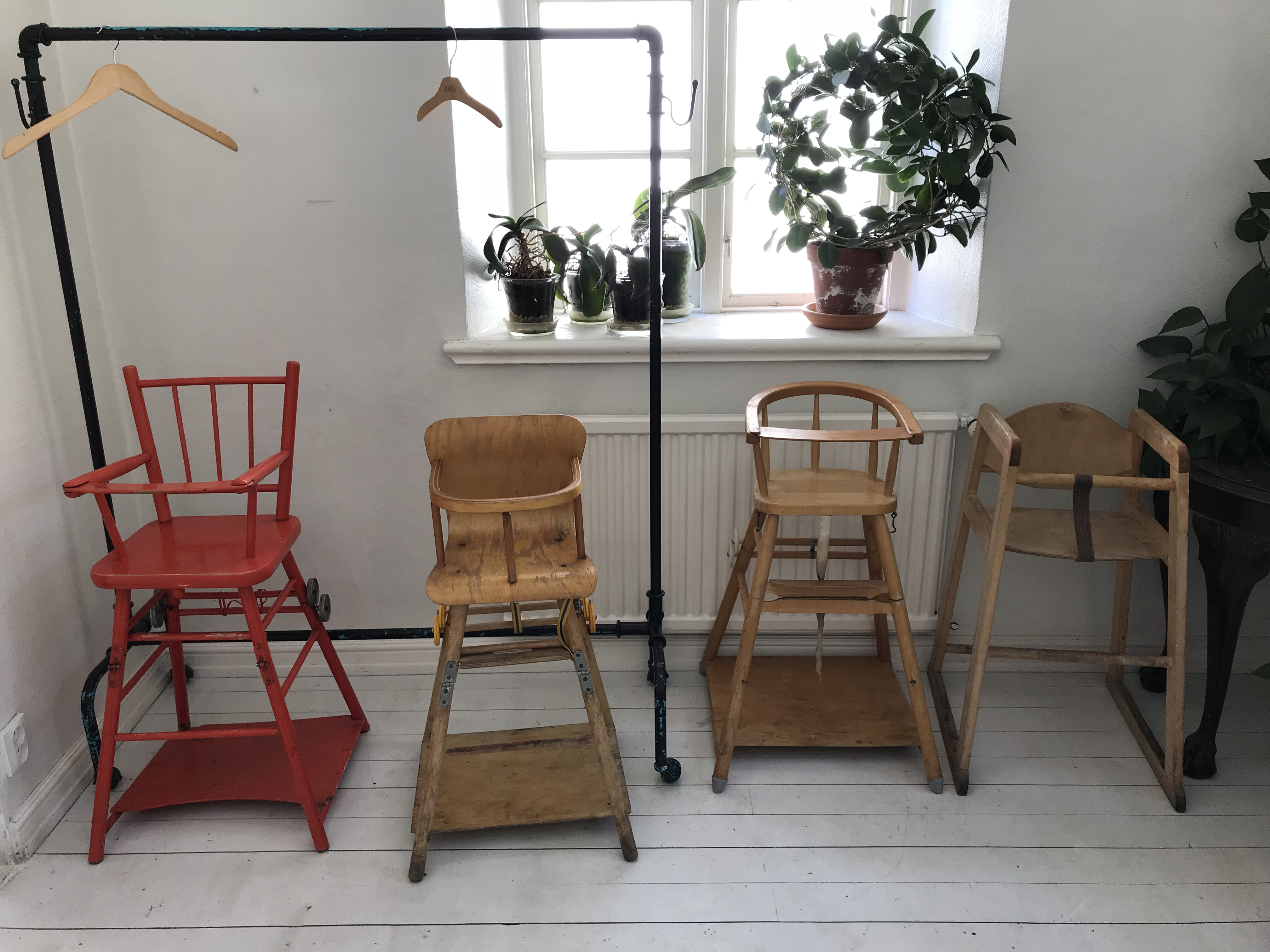
Barnstolar av olika modeller.

En barnstol är allmänt en stol för små barn. Den brukar ha långa ben så att barnet sitter i bordshöjd, och kan äta, eller matas, vid ett vanligt matbord eller från en bricka som sitter fast i bordet.
Det finns även barnstolar som spänns fast i bordskivan.

## Bildgalleri

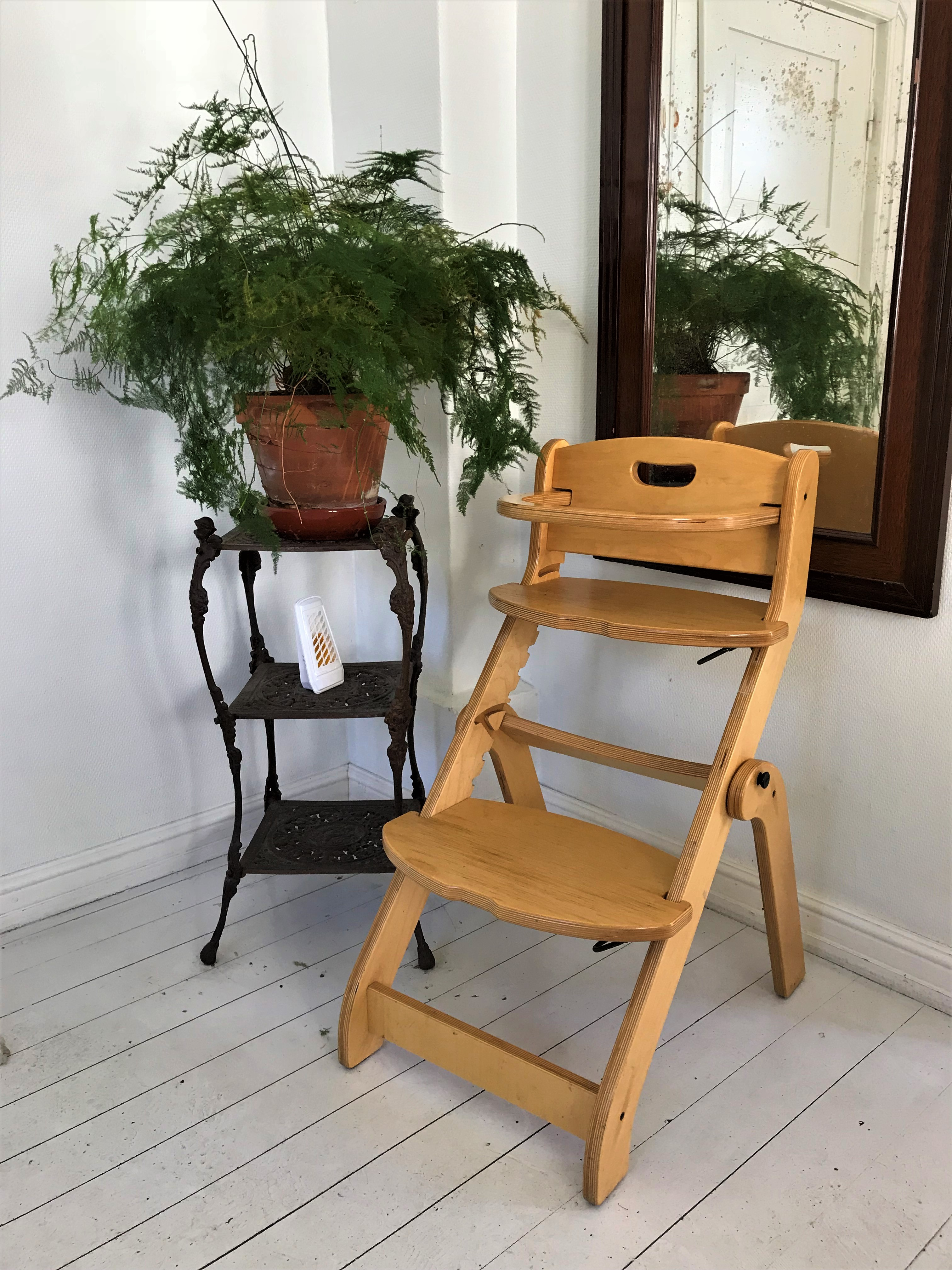
Barnstol.
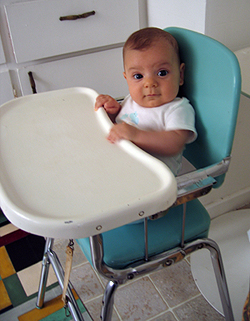
En barnstol av 1950-talsmodell.